# 1980 DL
1980 DL är en asteroid i huvudbältet som upptäcktes den 19 februari 1980 av den tjeckiske astronomen Zdeňka Vávrová vid Kleť-observatoriet.
Asteroiden har en diameter på ungefär 3 kilometer.